# Košická kotlina

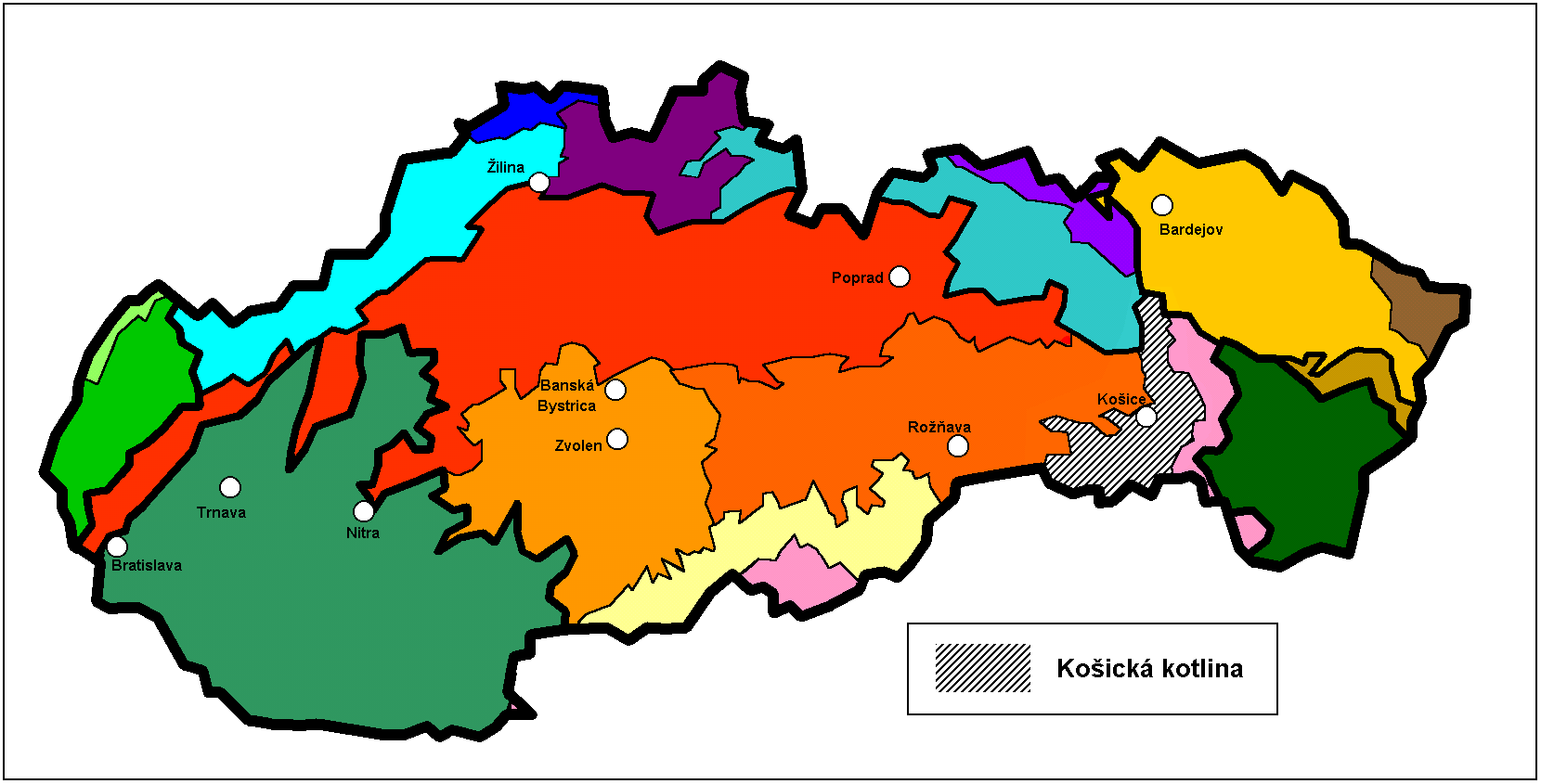
Die Košická kotlina innerhalb der Geomorphologischen Gliederung der Slowakei

Die Košická kotlina, deutsch Kaschauer Becken, ist ein in der Ostslowakei liegender Talkessel, der geomorphologisch zur Lizenz-Kaschauer Senke (Lučensko-košická zníženina) und damit zu den Inneren Westkarpaten gehört.
Das Becken wird im Westen vom Slowakischen Erzgebirge und vom Slowakischen Karst, im Norden von den Bergländern Šarišská vrchovina und Ondavská vrchovina, im Osten von den Slanské vrchy, im Südosten vom kleinen Gebirgszug Zemplínske vrchy und im Süden vom sanft ansteigenden Gelände des Hügellandes Bodvianska pahorkatina / Cserehát an der ungarischen Grenze, umgeben.
Die höchste Erhebung des Kessels ist Diaľňa (384 m n.m.). Wichtige Flüsse sind der Hornád, die Torysa und die Bodva sowie deren Nebenfluss Ida. Im Talkessel befinden sich die zwei größten Städte der Ostslowakei, Prešov und Košice. Durch den Talkessel verlaufen Verkehrswege sowohl in Nord-Süd- (von Polen nach Ungarn) als auch in West-Ost-Richtung (in die Ukraine).